# Duke of Schomberg

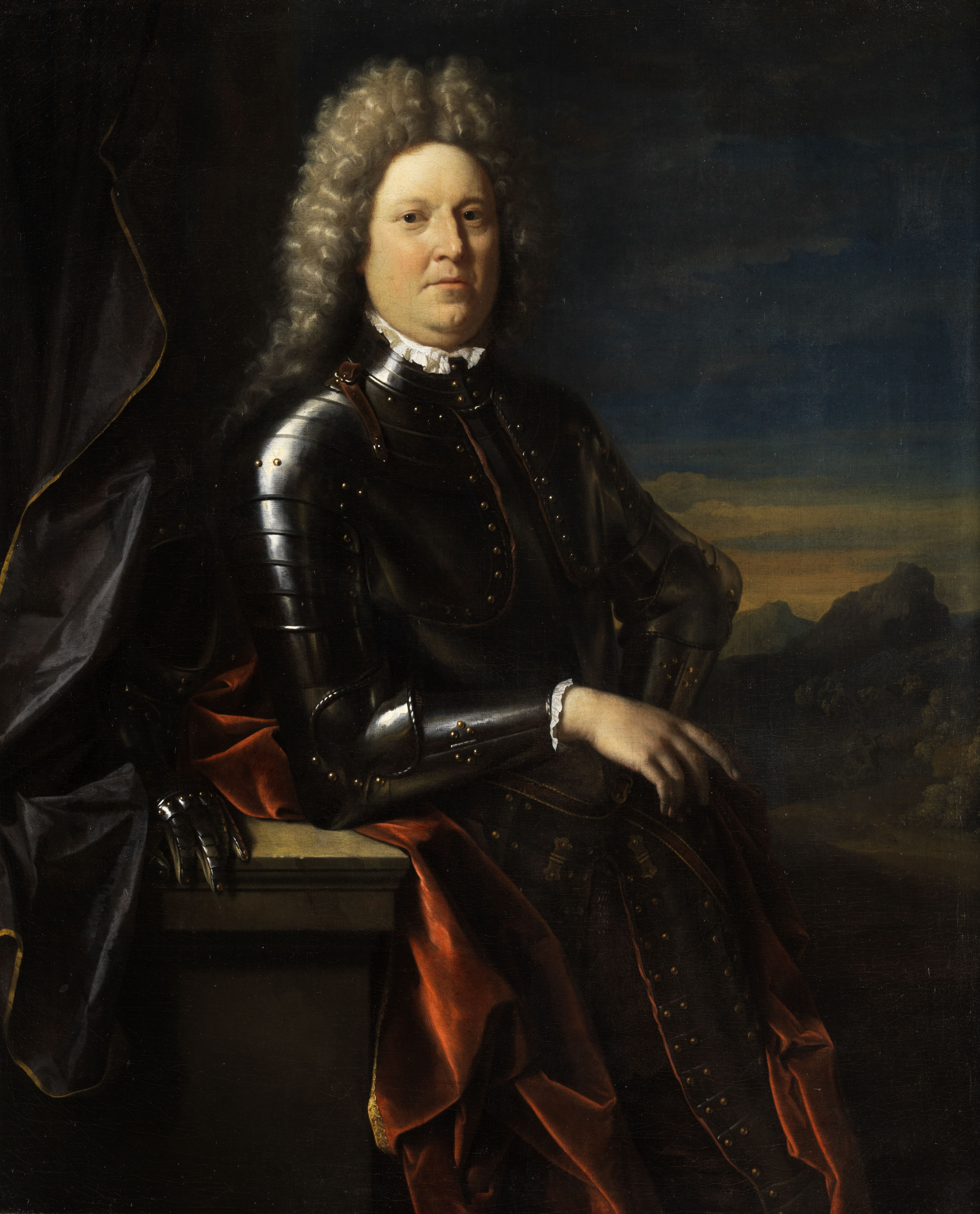
Frederick Schomberg, 1. Duke of Schomberg

Duke of Schomberg war ein erblicher britischer Adelstitel in der Peerage of England.

## Verleihung und nachgeordnete Titel
Der Titel wurde am 9. Mai 1689 von König Wilhelm III. für seinen aus Deutschland stammenden Heerführer Friedrich von Schomberg geschaffen. Zusammen mit dem Dukedom wurden ihm die nachgeordneten Titel Marquess of Harwich, Earl of Brentford und Baron Teyes verliehen. Die Verleihung aller genannten Titel erfolgte mit dem besonderen Zusatz, dass diese bei seinem Tod zunächst an seinen fünften Sohn Karl von Schomberg, beim Erlöschen seiner männlichen Nachkommenlinie an dessen Bruder, seinen zweiten Sohn Meinhard von Schomberg und dessen Nachkommen fallen sollte, sowie beim Erlöschen von dessen männlicher Nachkommenlinie an die übrigen männlichen Nachkommen.
Als Friedrich 1690 im Kampf fiel, erbte sein Sohn Karl von Schomberg den Titel. Auch er fiel bereits 1691 kinderlos im Kampf, so dass der Titel an dessen Bruder Meinhard von Schomberg ging. Der Titel erlosch beim Tod Meinhards im Jahr 1719.

## Weitere Titel
Friedrich von Schomberg war bereits 1663 der portugiesische Grafentitel Conde de Mértola verliehen worden. Der Titel fiel nach seinem Tod an seinen Sohn Meinhard und nach ihm 1719 an dessen Tochter Frederica von Schomberg, Gattin des Robert Darcy, 3. Earl of Holderness.
Meinhard wurde zudem 1691 zum Duke of Leinster in der Peerage of Ireland erhoben. Der Titel erlosch bei seinem Tod 1719.

## Dukes of Schomberg (1689)
- Frederick Schomberg, 1. Duke of Schomberg (1615–1690)
- Charles Schomberg, 2. Duke of Schomberg (1645–1693)
- Meinhardt Schomberg, 1. Duke of Leinster, 3. Duke of Schomberg (1641–1719) Titel erloschen